# Бодисатва
Бодисатва  (санскрит: बोधिसत्त्व bodhisattva) или бодисата (пали: बोधिसत्त bodhisatta), дословно будно (bodhi) биће (sattva), у будизму означава биће које стреми пробуђењу, које је пред буђењем.
Израз бодисатва у разним школама будизма има различита значења. У махајани се у великој мери учврстио идеал бодисатве, у смислу циља будистичког живота, насупрот хинајанском идеалу араханта. У махајани, овај термин означава пробуђеног појединца који се свесно уздржава од уласка у нирвану да би спасао друге. У махајани тријумфује љубав у лику Бодисатве, који је сав од самоодрицања и жртвовања.
Израз се такође користи за будућег буду. У Пали канону, њиме се често описује Сидарта Гаутама пре него што је постао Буда, почев од његових првих тежњи ка будинству па све до потпуног пробуђења. Будисти југоисточне Азије су такође имали обичај да сматрају своје краљеве бодхисатама.

## У теравада будизаму
У пали канону, Сидата Готама, у времену између рођења и пробуђења, је описиван као бодисата, биће које стреми пробуђењу, како и сам себе означава у говорима. Назив бодисата такође односи на самог Буду у некој од његових ранијих егзистенција. Према канону, бодисата је, пре него што се родио на земљи у свом последњем постојању као Буда, обитавао у подручју блаженства, рају Тусита, пре него што је решио да сиђе у материцу своје мајке.Сматра се да је његово постојање у виду бодисате почело када је званично донео одлуку да постане Буда, за добробит свих бића.
Насупрот фантастичном приказу, у Пали канону налазимо и много реалистичније описе Бодисате и његове духовне борбе да стигне до пробуђења. Ту га видимо као обичног човека, који мора да прође дугу и напорну борбу са сопственим сумњама и недоумицама, чије путовање укључује ћорсокаке и странпутице, напредовање уз покушаје и погрешке. То представља неку врсту парадигме, модела универзалног трагања за слободом, које сваки други трагач за истином мора да следи, с истим низом препрека и сличним борбама.

## У махајана будизаму
| „                 | Жива бића су безбројна - заклињем се да ћу их све спасити. Страсти су неугасиве - заклињем се да ћу их све угасити. | ” |
| — Завет бодисатве | |   |

У махајани, бодисатва је нека врста милосрдног свеца који се својевољно зауставља пред постигнућем коначног ослобођења, да би се посветио другима и повео их са собом. Према махајанистима, бодхисата тежи просветљењу свих бића, без разликовања сопства од „не-сопства“, док арахант тежи једино самопросветљењу.

### Идеал жртвовања
Махајана учи да је све варљива представа, да су дар, даропримци и сам дародавац тек привиди, који ишчезавају с спознајом истине. Али светлост сазнања се рађа само из жртве. Ова жртва је апсолутана, у смислу да није довољно жртвовали властита добра ни властити живот, већ и плодове те жртве. Бодисатва се одриче кармичког резултата добрих дела и заветује да ће на себе узети грехове других. Ова највиша жртва назива се parinamana, преношење карме. Захваљујући потпуном преобраћању себе у друге, Бодисатва прима на себе "бол, па чак и грех других, док властите заслуге и радости преноси на њих.

### Пут бодисатве
Неко постаје бодисатвом заветујући се да ради на просветљењу свих живих бића.
Таква особа затим напредује кроз шест ступњева, познатих као савршенства, после којих је у позицији да разуме значење шуњате и праву природу стварности (седми степен). Када се једном нађе на овој тачки, бодисатва не може пасти на претходне ступњеве и наставља да напредује даље кроз остала савршенства, све до стања потпуне пробудености, што је корак иза десетог ступња.
Лотос сутра је важан махајански текст који излаже пут бодисатве.

### Девет тежњи бодисатве
Према Ланкаватара сутри, значајном делу школе јогачаре, бодхисату карактеришу девет тежњи:
- да се ослободи свих изопачених схватања постојања;
- да се на ослободи окова устаљених схватања;
- да продре у нереалност такозваног спољашњег света;
- да досегне ниво на којем се самсара и нирвана схватају као два аспекта исте стварности;
- да гаји саосећајност и вичност методама;
- да дела без напора;
- да негује контемплацију (самадхи) чијим посредством спознаје себе изнад свих облика постојања;
- да поседује савршену мудрост (прађна) и,
- да манифестује Будино тело.

Када све ово постигне, бодхисата постаје Буда. Ова стаза је, према махајани, отворена свима. Они који су достигли претпоследњи степен егзистенције у рају Тусита, сматрају се рајским бићима, које обични смртници могу да призову у помоћ, с уверењем да их саосећајни бодхисата неће изневерити. Тако се посматрају главне бодхисате, као што су Авалокитешвара, Манђусри и Маитреја.